# Slag bij Wyse Fork
De Slag bij Wyse Fork vond plaats van 7 maart tot 10 maart 1865 als deel van de Carolina's-veldtocht tijdens de Amerikaanse Burgeroorlog.

## Achtergrond
Tegen het einde van februari 1865 was de havenstad Wilmington ingenomen door de Noordelijken onder leiding van generaal-majoor John M. Schofield. Schofield kreeg de orders om met zijn troepen het binnenland in te trekken om aansluiting te vinden met William T. Sherman's troepen in Goldsboro, North Carolina. De gecombineerde legers moesten dan optrekken tegen het Zuidelijke leger onder leiding van Joseph E. Johnston. Schofield en een deel van Alfred Terry's korps trokken naar het noorden over land, terwijl generaal-majoor Jacob D. Cox en een divisie van het XXIII korps zich inscheepte. Ze gingen opnieuw aan land bij New Bern, North Carolina.
In New Bern werd de divisie aangevuld met 2 andere divisies. Cox kreeg nu de leiding over een voorlopig geformeerd korps. Cox marcheerde richting Goldsboro. Ondertussen herstelden zijn troepen de spoorweg om de legergroep van Sherman in de toekomst van voorraden te voorzien. De hoofdmacht van het leger van Johnston was te ver verwijderd om de troepen van Cox te kunnen aanvallen. Echter de troepen van Braxton Bragg waren in de nabijheid. Nadat ze zich hadden teruggetrokken uit Wilmington, hadden Bragg's troepen Cox's korps voortdurend geschaduwd. Nu was het de tijd voor Bragg om toe te slaan. Hij zou Cox aanvallen bij Kinston.

## De slag
Op 7 maart 1865 stuitte de Noordelijke voorhoede op de ingegraven eenheden van Bragg. Ze hadden hun stellingen opgeworpen langs de Southwest Creek ten oosten Kinston. Bragg’s troepen blokkeerden niet alleen de opmars van Cox. Ze bedreigden ook het belangrijk kruispunt met de New Bern-Goldsboro spoorweg. Toen Cox de vijandelijke posities zag, stuurde hij een divisie, onder leiding van brigade generaal Innis N. Palmer, naar voren om de spoorweg te verdedigen. Een tweede divisie, onder leiding van generaal-majoor Samuel P. Carter, stuurde hij naar voor om de wegen te verdedigen. Bragg's troepen werden eveneens versterkt met eenheden van de Army of Tennessee en eenheden van de North Carolina junior reserves die onder bevel stonden van generaal D. H. Hill. Bragg ging nu over tot de aanval. Een divisie, onder leiding van Robert Hoke, viel de Noordelijken in hun linkerflank aan. Hoke's aanval had tot gevolg dat een volledig Noordelijk regiment gevangen werd genomen. Nu zette Hill de aanval in met de junior reserves. Deze onervaren troepen panikeerden echter en weigerden nog een stap te verzetten. Hill liet hen achter. Hij zette de aanval verder met zijn veteranen en versloeg de Noordelijke brigade. De Noordelijke flank stond op instorten. Toch kreeg Hill het bevel van Bragg om de aanval stop te zetten. Hill werd naar de andere kant van het slagveld gestuurd om een Noordelijke tegenaanval af te slaan. Toen Hill daar aankwam was er geen vijand te zien. Cox profiteerde van de situatie door zijn reservedivisie, onder leiding van generaal-majoor Thomas H. Ruger het ontstane gat te laten dichten.
Na enkele schermutselingen probeerde Hoke op 10 maart opnieuw de Noordelijke linkerflank te verslaan. Ondertussen hadden de Noordelijken hun positie versterkt met artillerie. Hoke's aanval strandde reeds na een uur. Hill viel op zijn beurt het Noordelijke centrum aan. Ook die aanval werd door artillerievuur afgeslagen. Andere eenheden van het Zuidelijke XXIII korps arriveerden op diezelfde dag in New Bern. Maar de Noordelijke overmacht was te groot. Bragg trok zich terug.

## Gevolgen
Bragg slaagde er tijdelijk in van Cox's opmars tegen te houden. Schofield's eenheden groeiden aan tot de sterkte van twee volle korpsen. Deze korpsen werden ingedeeld in het nieuwe Army of the Ohio. Nadat Sherman's legers Johnston verslagen hadden in de Slag bij Bentonville, vond Sherman aansluiting met Schofield bij Goldsboro op 23 maart. Johnston moest het nu opnemen tegen drie Noordelijke legers. Hij trok zich naar het noorden terug. Op 26 april gaf hij zich uiteindelijk over aan Sherman.

## Alternatieve namen voor de slag
De slag is ook bekend onder de volgende namen
- Slag bij Wyse's Fork
- Slag bij Wise's Fork
- Slag bij Wilcox's Bridge
- Slag bij Kelly's Mill Pond
- Tweede slag bij Kinston
- Tweede slag bij Southwest Creek